# Sölvesborg

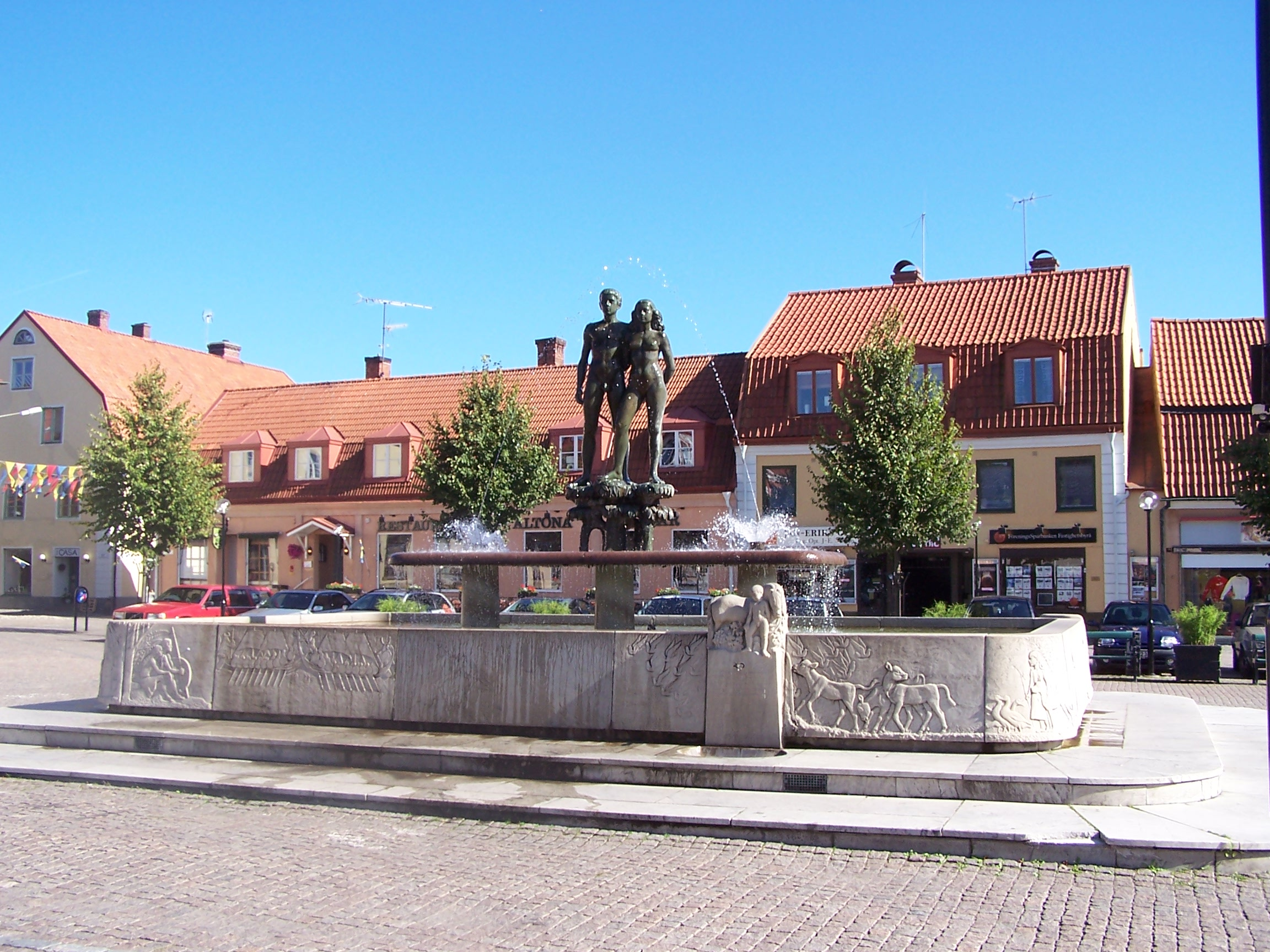
Fontanna z 1948 przedstawiająca Ask i Embla

Sölvesborg – miejscowość (tätort) w Szwecji, w regionie administracyjnym (län) Blekinge, w gminie Sölvesborg.
Według danych Szwedzkiego Urzędu Statystycznego liczba ludności wyniosła: 8972 (31 grudnia 2015), 8894 (31 grudnia 2018) i 8870 (31 grudnia 2019).

## Miasta partnerskie
- Malbork, od 1999
- Wolgast, od 1994